# Paraparchitocopa
De Paraparchitocopa zijn een infraorde van uitgestorven kreeftachtigen uit de klasse van de Ostracoda (mosselkreeftjes).

## Superfamilie
- Paraparchitoidea Scott, 1959 †